# Drop City

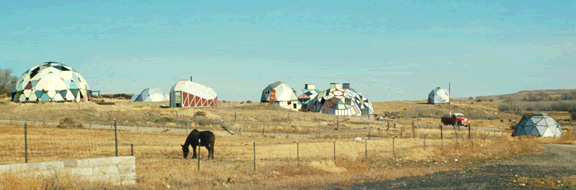
Drop City.

Drop City est une communauté d'artistes de la contre-culture formée dans le sud du Colorado en 1965. Abandonnée au début des années 1970, elle devint connue comme la première commune hippie rurale[pas clair].

## Histoire
En 1965, les quatre fondateurs originaux, Gene Bernofsky (« Curly »), JoAnn Bernofsky (« Jo »), Richard Kallweit (« Lard ») et Clark Richert (« Clard »), des étudiants en art et cinéastes de l'université du Kansas et de l'université du Colorado, achetèrent 28 000 m2 de terres à environ 6 km au nord de Trinidad, dans le sud du Colorado. Leur intention était de créer un Drop Art.